# Wertijiwka (stacja kolejowa)
Wertijiwka (ukr. Вертіївка) – stacja kolejowa w miejscowości Wertijiwka, w rejonie niżyńskim, w obwodzie czernihowskim, na Ukrainie. Położona jest na linii Czernihów – Niżyn.